# Глебовский сельский округ (Кущёвский район)
Глебовский сельский округ — административно-территориальная единица Кущёвского района Краснодарского края России.
Сельскому округу соответствуют 3 населённых пункта Глебовского сельского поселения, упоминаемого в уставе муниципального района в качестве административно-территориальной единицы в границах муниципального образования (включая посёлок Ровный, относящийся к Степнянскому сельскому округу).
Административный центр — хутор Глебовка.

## История
Глебовский сельский округ был образован в 1993 году на месте Глебовского сельсовета.
Последний раз официально именно как сельский округ упоминается при Всероссийской переписи населения 2010 года.
В ОКАТО, Росстате и действующем законе об установлении границ административно-территориальных единиц Кущёвского района, сельский округ продолжает выделяться как административно-территориальная единица района.

## Населённые пункты
В составе Глебовского сельского округа учитываются 3 населённых пункта.
| № | Населённый пункт | Тип населённого пункта | Население (чел.) |
| - | ---------------- | ---------------------- | ---------------- |
| 1 | Братское         | село                   | ↘76              |
| 2 | Глебовка         | хутор                  | ↗1439            |
| 3 | Нижнеглебовка    | хутор                  | ↘105             |

В ОКАТО посёлок Ровный значится в составе Степнянского сельского округа, при этом в рамках организации местного самоуправления он входит в Глебовское сельское поселение.